# Cady Noland
Pour les articles homonymes, voir Cady Noland.
Cady Noland (née en 1956 à Washington, DC.) est une sculptrice et artiste conceptuelle, dont le travail porte sur la promesse non tenue du rêve américain et le fossé entre la célébrité et l'anonymat entre autres thèmes,. Son travail a été exposé dans des musées et des expositions dont la Biennale de Whitney en 1991 et documenta 9 de Cassel, en Allemagne. Elle a fréquenté le Sarah Lawrence College et est la fille de l'artiste peintre Kenneth Noland (1924-2010).
Noland détient le record de la somme atteinte la plus élevée par l'œuvre d'art d'une artiste femme encore vivante (6,6 M $), pour son travail Oozewald (1989). En mai 2012, cela faisait plus de dix ans qu'elle n'avait plus exposé publiquement son travail.

## Source
1. ↑  JOURNAL OF CONTEMPORARY ART, conversation, Cady Noland and Michèle Cone Retrieved January 11, 2010
2. ↑   Retrieved January 10, 2010
3. ↑   retrieved January 10, 2010
4. ↑  (en) « The price of being female: Post-war artists at auction », Prospero blog, The Economist, 25 mai 2012 (consulté le 25 mai 2012)